# Jules Hanscotte

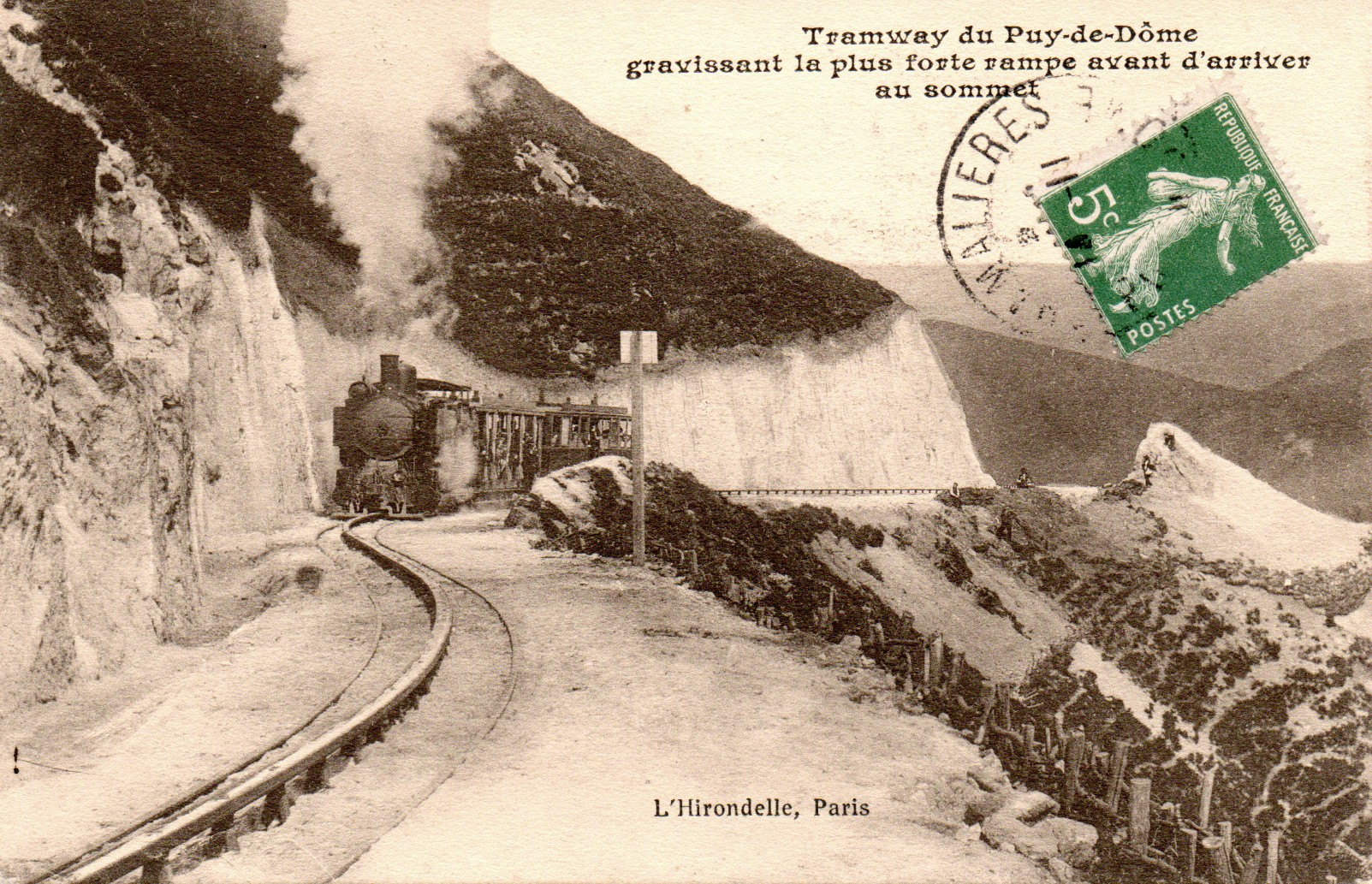
Voie métrique à rail central Hanscotte équipant le tramway du Puy de Dôme en 1910

Jules Étienne Hanscotte, né le 4 janvier 1860 dans le 2e arrondissement de Lyon et mort le 31 mai 1936 à Colombes, est un ingénieur français des Arts et Métiers, promotion Châlons 1876.
Il est connu pour avoir déposé des brevets et mis en œuvre un système d'adhérence par rail central pour locomotive adapté aux fortes rampes. Son système était une amélioration du système anglais Fell.
Il entra comme ingénieur à la Société de construction des Batignolles en 1898 et ses brevets déposés en nom propre furent utilisés par cette dernière.
L'application la plus célèbre en France du système Hanscotte a été le chemin de fer de Clermont-Ferrand au sommet du Puy-de-Dôme  qui circula de 1907 à 1926 sur des rampes de 13 %.

## Brevets
- Brevet suisse 31394 du 14 avril 1904 : Mécanisme pour voitures de chemins de fer, comportant des roues horizontales et des organes pour les faire adhérer au rail
- Brevet anglais 190506781 du 25 janvier 1906 : Improvements relating to Means for Obtaining Adhesion for Traction on Steep Incline on Railways
- Brevet français 502693 du 27 février 1918 : locomotive à adhérence supplémentaire pour traction sur fortes rampes